# Luisa Bonolis
Luisa Bonolis (Roma, 19 agosto 1948) è una storica della scienza italiana. Si occupa principalmente della storia della fisica del Novecento, in particolare della storia degli studi sui raggi cosmici, dell'evoluzione dell'astrofisica e astronomia, e degli acceleratori di particelle. Ha raccolto e pubblicato molte testimonianze orali di scienziati contemporanei. Dal 2013 lavora nell'Istituto Max Planck per la Storia della Scienza di Berlino.

## Biografia
Nel 1993 si è laureata in Fisica all'Università La Sapienza di Roma. Nel 2006 ha conseguito un dottorato di ricerca in storia della scienza presso l'Università degli Studi di Bari. Il suo campo di ricerca è la storia della fisica del ventesimo secolo e va dall'evoluzione della ricerca sui raggi cosmici alla fisica nucleare, dall'astrofisica delle alte energie ai primi sviluppi dei collisori in Europa, dalle prime ricerche sulla fusione termonucleare in Italia alla storia orale.
Ha pubblicato saggi biografici su personalità come Pierre Curie, Emmy Noether, Ettore Majorana, 
Enrico Fermi, Bruno Rossi, Bruno Pontecorvo, Giovanni Gentile Jr., Bruno Touschek. Ha lavorato alla produzione di documentari scientifici per la televisione.
Dal 2013 lavora all'Istituto Max Planck per la Storia della Scienza di Berlino dove si occupa principalmente di storia dell'astrofisica Qui ha partecipato al progetto Renaissance of General Relativity con ricerche sull'emergere dell'astrofisica relativistica durante gli anni 1950 e i primi anni 1960 e ha fatto parte del gruppo di ricerca sulla storia della Società Max Planck nel dopoguerra.
Nel 2022, insieme a Juan-Andres Leon Gomez, ha pubblicato Astrophysics, Astronomy and Space Sciences in the History of the Max Planck Society.

## Opere principali

### Video
- L.B., Pietro Greco e Vittorio Armentano, Novecento, il secolo della scienza.  Gli anni dell'ottimismo e il mondo dei quanti, vol. 1, RAI Radiotelevisione Italiana, 2007, SBN CAG1491536.
- L.B., Pietro Greco e Vittorio Armentano, Novecento, il secolo della scienza. La rivoluzione di Einstein e la fine degli imperi, vol. 2, RAI Radiotelevisione Italiana, 2007, SBN CAG1497308.
- L.B., Pietro Greco e Vittorio Armentano, Novecento, il secolo della scienza.  La Grande Guerra e la nascita della genetica, vol. 3, RAI Radiotelevisione Italiana, 2007, SBN RAV1624328.
- L.B., Pietro Greco e Vittorio Armentano, Novecento, il secolo della scienza. La nuova fisica e la depressione degli anni venti, vol. 4, RAI Radiotelevisione Italiana, 2007, OCLC 1115875839.
- L.B., Pietro Greco e Vittorio Armentano, Novecento, il secolo della scienza. La crisi della matematica e l'era nucleare, vol. 5, RAI Radiotelevisione Italiana, 2007, OCLC 1115814684.
- L.B., Pietro Greco e Vittorio Armentano, Novecento, il secolo della scienza.  La bomba atomica e la ricostruzione, vol. 6, RAI Radiotelevisione Italiana, 2007, OCLC 1115942854.
- L.B., Pietro Greco e Vittorio Armentano, Novecento, il secolo della scienza.  DNA: dalla doppia elica ai geni, vol. 7, RAI Radiotelevisione Italiana, 2007, OCLC 1115820299.
- L.B., Pietro Greco e Vittorio Armentano, Novecento, il secolo della scienza. La conquista dello spazio e l'uomo sulla Luna, vol. 8, RAI Radiotelevisione Italiana, 2007, OCLC 1115977658.
- L.B., Pietro Greco e Vittorio Armentano, Novecento, il secolo della scienza. Le biotecnologie e le particelle elementari, vol. 9, RAI Radiotelevisione Italiana, 2007, OCLC 1115867772.
- L.B., Pietro Greco e Vittorio Armentano, Novecento, il secolo della scienza. Dall'emergenza ambiente al futuro della scienza, vol. 10, RAI Radiotelevisione Italiana, 2007, OCLC 1115939045.
- (EN) L.B., Enrico Agapito e INFN, Bruno Touschek and the art of physics, INFN, 2007, OCLC 177285715.
- (EN) L.B., Diego Cenetiempo e Giuseppe Mussardo, Abdus Salam the dream of symmetry, Pilgrim Film, 2011, OCLC 916414121.

### Articoli
- Il povero Pierre, in Sapere : quindicinale di divulgazione di scienza, tecnica e arte applicata, Milano, agosto 1999,  pp. 44-57, ISSN 0036-4681 (WC · ACNP), SBN CSA0094484.
- Emmy Noether, genio trasandato, in Sapere : quindicinale di divulgazione di scienza, tecnica e arte applicata, Milano, giugno 2000,  pp. 6-21, ISSN 0036-4681 (WC · ACNP), SBN CSA0094517.
- Sessant'anni dall'atomica: dalla scoperta della fissione al caso Iran, Sapere, 2005, OCLC 882190909.
- (EN) Bruno Rossi and the Racial Laws of Fascist Italy, Physics in perspective., 2012, OCLC 907790721.

### Libri
- L.B. e Carlo Bernardini, Conoscere Fermi: nel centenario della nascita, 29 settembre 1901-2001, Bologna, Edizioni scientifiche SIF, 2002, ISBN 9788874380008.
- L.B. e Maria Grazia Melchionni, Fisici italiani del tempo presente. Storie di vita e di pensiero, Venezia, Marsilio, 2003, ISBN 9788831782289.
- Maestri e allievi nella fisica italiana del novecento (PDF), La goliardica pavese, 2008, ISBN 978-88-7830-487-1.
- L.B e Carlo Bemporad, Storie di uomini e quarks: la fisica sperimentale a Pisa e lo sviluppo della sezione dell'istituto nazionale di fisica nucleare (1960-2010), Bologna, Società italiana di fisica, 2012, ISBN 9788874380718.
- Majorana, il genio scomparso, Milano, Le Scienze, 2013, OCLC 956084196.
- (EN) L.B., Leonardo Gariboldi e Antonella Testa, The Milan Institute of Physics: a Research Institute from Fascism to the Reconstruction, Cham, Springer, 2022, ISBN 9783030995164.
- (EN) L.B., Luciano Maiani e Giulia Pancheri, Bruno Touschek 100 Years: Memorial Symposium 2021, Cham, Springer, 2023, ISBN 9783031230424.
- L.B. e Juan Andrés León Gómez, Astrophysics, Astronomy and Space Sciences in the History of the Max Planck Society, Leida, Brill, 2022, ISBN 9789004449756.
- Il sogno di Prometeo: Dagli anni della ricostruzione alla nascita delle ricerche sulla fusione nucleare in Italia, Independently published, 2022, ISBN 979-8849548845.